# Tanzaku

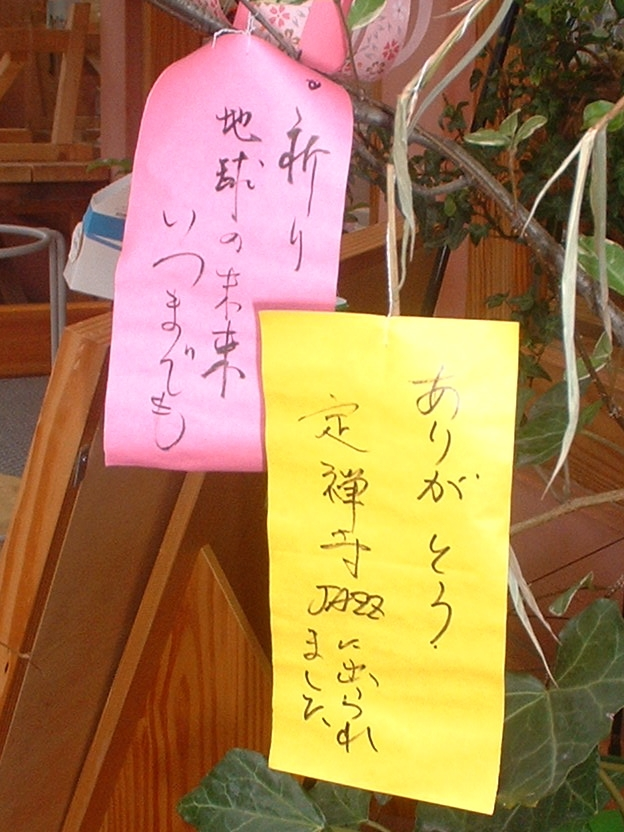
Tanzaku fotografati al Tanabata di Sendai

I tanzaku (短冊?) sono desideri o preghiere che vengono appesi ai rami degli alberi di bambù e sono tipici della festa giapponese di Tanabata (七夕?).
I desideri vengono scritti su apposita carta tradizionale giapponese, a volte circondata da un bordo dorato, che viene prodotta in due misure standard: 6,1 x 36,2 e 7,6 x 36,2 circa.
Secondo la leggenda, con l’incontro in cielo delle stelle Vega e Altair (che si incrociano solo una notte l’anno) tutti i desideri si avverano. Affinché il tuo desiderio si realizzi, ti basterà scriverlo su un rettangolo di carta washi (tanzaku ossia striscia) ed appenderlo ai rami di bambù, legandone l’estremità.
L’usanza di scrivere desideri sul tanzaku e decorare così il bambù sembra essere dovuta alla credenza secondo cui le foglie di bambù sono una roccaforte delle divinità.
Tanabata cade la notte del 7 luglio in quanto, secondo una leggenda cinese che vede protagonisti due amanti, la tessitrice Orihime (織姫 Zhinü nella versione cinese) e il mandriano Hikoboshi (彦星 Niulang per i cinesi), i quali rappresentano rispettivamente le stelle Vega e Altair, i due innamorati attraversano la Via Lattea e si incontrano proprio quella notte: solo una volta all'anno. In Giappone, chiunque può leggere i tanzaku degli altri, sorridere e sperare che il desiderio sia solo l’inizio della realizzazione dell’altrui sogno.
In Giappone tutti fanno il tifo per il desiderio degli altri. ~masuyōni～ (ますように?) è la formula usata in giapponese per esprimere un desiderio. Si coniuga ogni verbo così, basta attaccarlo a ~masuyōni per piegarlo all'aspirazione, che sia verso qualcosa che non si ha ma si desidera avere, oppure verso qualcosa che si vuole conservare intatto. Il desiderio genera desideri, scriveva il filosofo Nishida Kitarō. Si può affermare che il sé oscilla come un pendolo tra il desiderio e il suo appagamento. Sono molte le occasioni in Giappone per pregare, feste belle, piene di voci, colme di colore come Tanabata.
Quando Tanabata è alle porte, nelle città e nei paesi, nelle case, nelle scuole, negli uffici, così come negli ospedali o negli asili, in certi santuari o nei supermercati, si iniziano a vedere i primi fuscelli di bambù. Decorati con origami colorati, sui loro sottili rami si legano striscioline leggere di carta (appunto i tanzaku) su cui ognuno trascrive il proprio desiderio. Quel che stupisce l’occidentale, abituato a celare come una creatura fragilissima l’intimità del sogno, è il fatto che in Giappone esso sia invece esposto, visibile a tutti. È qualcosa che salta subito all'occhio in Giappone, la segretezza dischiusa, la mancanza di un qualunque sigillo. Accade anche con gli ema (絵馬?), le tavolette di legno che si acquistano nei santuari e su cui si trascrive una preghiera: li si attacca vicini, esposti in mezzo a quelli di sconosciuti e lì, per lungo tempo, resteranno esibiti nel lavorio d’anima che ogni desiderio richiede.